# Chronicon (Eusebio di Cesarea)
Il Chronicon di Eusebio di Cesarea è un importante testo storiografico che riassume la cronologia universale e biblica. La versione originale è andata perduta, ma rimangono una traduzione integrale in lingua armena e una parziale in lingua latina (fatta da san Girolamo, che la ampliò in un'opera omonima). Dopo aver offerto una sintesi di storia orientale e greca in base alle fonti bibliche, Eusebio, nella seconda sezione, illustra una tavola sincronica a più colonne che copre il periodo temporale da Abramo (2016 a.C.) sino al 303 d.C. La cronologia verrà continuata da Girolamo sino all'anno 378 d.C.

## Scopo
Eusebio intende dimostrare che la tradizione giudaico-cristiana è più antica del mondo filosofico e religioso dei pagani che quindi è debitore nei confronti della prima.

## Conservazione
La cronaca di Eusebio fu tradotta dal greco in armeno prima del 600 d.C., ma il manoscritto più antico sopravvissuto fu copiato nel XII o XIII secolo d.C. Per molto tempo gli studiosi europei non erano a conoscenza della traduzione, ma nel 1782 una copia fu portata da Gēorge Dpir Tēr Yovhannisean, detto Palatec'i, a Costantinopoli per puro caso, ed essa fu, successivamente, ancora traslata fino ad arrivare alla biblioteca del Matenadaran, dove fu archiviata col nome "Cod. Maten. 1904".. 
Quarant'anni dopo, Alfred Schoene decise che era giunto il momento di pubblicare una nuova edizione di tutte le testimonianze della Cronaca di Eusebio, compresi i riassunti e le traduzioni. Chiese così a H. Petermann di preparare una nuova versione latina della traduzione armena. Nel 1864, Petermann si recò a Costantinopoli per ispezionare il manoscritto originale, ma con suo sgomento il patriarca armeno di Costantinopoli gli disse che il manoscritto era stato restituito a Gerusalemme. Invece di continuare con quello che pensava sarebbe stato un viaggio infruttuoso a Gerusalemme, Petermann tornò a Venezia, dove scoprì che, oltre alla copia che aveva usato Aucher, un altro manoscritto (esplicitamente datato al 1696) era stato acquisito da P. Nerses. Furono questi manoscritti che Petermann usò per la sua traduzione, che fu pubblicata nell'edizione di Schoene nel 1875.
Petermann sapeva che esisteva un altro manoscritto della traduzione armena, presso la biblioteca di Etschmiadzin vicino alla capitale armena, ma non poté accedervi. Pochi anni dopo, Theodor Mommsen riuscì a ottenere una trascrizione parziale del manoscritto di Etschmiadzin e nel 1895 riferì che questo era l'archetipo da cui erano stati copiati tutti gli altri manoscritti sopravvissuti e che era stato trovato a Gerusalemme cento anni prima. Nel 1911, oltre 120 anni dopo l'annuncio della scoperta del manoscritto, Josef Karst pubblicò un'accurata traduzione tedesca basata su un facsimile fotografico del manoscritto di Etschmiadzin, dopo aver respinto i suggerimenti di una retrotraduzione in greco ("fuorviante") o di una versione latina ("sintassi troppo ristretta per preservare lo stile e il colore della lingua armena").
Gli studiosi continuano a discutere su quanto accuratamente la traduzione armena conservi il formato esatto del testo greco di Eusebio, specialmente nelle Tavole cronologiche, dove ci sono chiare differenze tra l'armeno e San Girolamo. Ad esempio, le date olimpiche differiscono di un anno; la versione armena pone le prime Olimpiadi all'anno 1240, contando da Abramo, mentre nella versione di San Girolamo il primo anno della prima Olimpiade è l'anno 1241, sempre contando da Abramo. Ma in generale, la traduzione armena sembra essere affidabile e nel "primo libro" ha conservato molte informazioni uniche sui regni dei re ellenistici. È certamente uno dei documenti più importanti sopravvissuti in traduzione armena.

## Cronologia
Tale elenco riprende quello del Chronicon di San Gerolamo.
Da Adamo al XIV anno dell'imperatore Valente (5.579 anni)
Da Abramo alla caduta di Troia (26 re degli assiri), 835 anni
- Nino, leggendario figlio di Baal, che regnò per 52 anni, Abramo, Zoroastro
- Semiramide, 42 anni
- Zameis, 38 anni; patto di Abramo con Dio (1942 a.C.)
- Ario regnò per 30 anni; nascita di Isacco (1912 a.C.)
- Aralio, 40 anni
- Serse Balaneo, 30 anni; Inaco regnò per 50 anni (1856 a.C.)
- Armamitre, 38 anni
- Beloco, 35 anni; nascita di Giuseppe (1765 a.C.); Diluvio ogigio (1757 a.C.)
- Baleo, 52 anni; carestia in Egitto (1727 a.C.)
- Altada, 32 anni; Prometeo
- Maminto, 30 anni
- Magcaleo, 30 anni
- Spero, 20 anni; nascita di Mosè (1592 a.C.)
- Mamilo, 30 anni
- Spareto, 40 anni; Deucalione (1526 a.C.)
- Ascatade, 40 anni; Mosè sul monte Sinai (1515 a.C.)
- Aminta, 45 anni; nascita di Minosse, Radamanto e Sarpedonte (1445 a.C.)
- Beloco, 25 anni
- Bellepare, 30 anni; Perseo
- Lampride, 32 anni; Troo (1365 a.C.)
- Sosare, 20 anni; Pegaso
- Lampare, 30 anni; Europa, tempio a Eleusi
- Pannia, 45 anni; Mileto; Argonauti; Edipo; Gedeone
- Sosarmo, 19 anni; Ercole, Priamo, Teseo, Sette contro Tebe (1234 a.C.)
- Mitreo, 27 anni; Giochi olimpici (1212 a.C.)
- Tautane, 32 anni; Guerra di Troia (1191-1182 a.C.)

Dalla caduta di Troia alla prima Olimpiade, 405 anni.
- Da Nino a Sardanapalo: 36 re assiri (1240 anni)

Dalla prima Olimpiade al XIV anno dell'imperatore Valente, 1.155 anni
Prima Olimpiade (776 a.C.)
- Sessantacinquesima Olimpiade; Dario il Grande (520 a.C.)
- Centottantunesima Olimpiade; Gaio Giulio Cesare (44 a.C.)
- Duecentoduesima Olimpiade; predicazione di Gesù Cristo
- Duecentoottantanovesima Olimpiade; i Goti sconfiggono gli Unni (377)

## Edizioni
- (HY, LA, GRC) Chronicon bipartitum nunc primum ex Armeniaco textu in Latinum conversum adnotationibus auctum Graecis fragmentis exornatum, opera p. Jo. Baptistae Aucher Ancyrani, 2 voll. (pars I: historico-chronographica; pars II: Chronicus canon), Venetiis, typis Coenobii pp. Armenorum in insula s. Lazari, 1818.